# Gerbillus pyramidum
Gerbillus pyramidum је врста глодара из породице мишева.

## Распрострањење
Ареал врсте покрива средњи број држава. Врста има станиште у Египту, Судану, Мауританији (непотврђено), Малију, Нигеру и Чаду.

## Станиште
Станиште врсте су пустиње.

## Угроженост
Ова врста није угрожена, и наведена је као последња брига јер има широко распрострањење.